# Rüzgar Erkoçlar
Onur Rüzgar Erkoçlar (* 26. März 1986 in Istanbul als Nil Erkoçlar) ist ein türkischer Schauspieler und Model.

## Leben und Karriere
Rüzgar Erkoçlar wurde bei der Geburt dem weiblichen Geschlecht zugewiesen. Erkoçlar hatte seinen ersten Fernsehauftritt im Alter von zehn Jahren in einem Werbespot. 2002 machte er Werbung für Molped-Damenbinden. Später spielte er in Serien wie Seni Yaşatacağım, Bütün Çocuklarım und Emret Komutanım. Sein Spielfilmdebüt hatte Erkoçlar 2006 im Film Emret Komutanım Şah Mat. 2008 bekam er eine Rolle in der Fernsehserie Elif. Im selben Jahr spielte er in Üvey Aile mit. Anschließend trat Erkoçlar 2009 in der Serie Hesaplaşma auf. Im Februar 2013 outete sich Erkoçlar als trans Mann und änderte seinen Namen in Rüzgar.

## Filmografie
Filme
- 2006: Emret Komutanım Şah Mat
- 2017: Put Şeylere
- 2018: Baba 1.5
- 2018: Öğrenci Kafası: Soygun

Serien
- 2002: Seni Yaşatacağım
- 2004: Bütün Çocuklarım
- 2005–2008: Emret Komutanım
- 2008: Elif
- 2008: Üvey Aile
- 2009: Hesaplaşma
- 2010: Maskeli Balo
- 2010: Çakıl Taşları
- 2012: Yamak Ahmet